# Анемон
Анемон (фр. Hennemont) насеље је и општина у североисточној Француској у региону Лорена, у департману Меза која припада префектури Верден.
По подацима из 2011. године у општини је живело 123 становника, а густина насељености је износила 11,37 становника/km². Општина се простире на површини од 10,82 km². Налази се на средњој надморској висини од 240 метара (максималној 236 m, а минималној 195 m).

## Демографија
| 1962. | 1968. | 1975. | 1982. | 1990. | 1999. | 2011. |
| ----- | ----- | ----- | ----- | ----- | ----- | ----- |
| 103   | 140   | 114   | 102   | 105   | 132   | 123   |

График промене броја становника у току последњих година